# Асмолов, Иван Никифорович
Иван Никифорович Асмолов (1905—1943) — старший лейтенант Рабоче-крестьянской Красной Армии, участник Великой Отечественной войны, Герой Советского Союза (1944).

## Биография
Родился 3 апреля 1905 года в селе Дворцы Тихоновской волости Калужского уезда Калужской губернии (ныне — Дзержинский район Калужской области) в крестьянской семье.
Окончил в 1935 году механический техникум путей сообщения в Брянске, после чего работал техником, вагонным мастером на Южно-Донецкой железной дороге. В 1940 году вступил в ВКП(б).
В 1942 году он был призван на службу в Рабоче-крестьянскую Красную Армию Троицким районным военным комиссариатом Челябинской области. С того же года — на фронтах Великой Отечественной войны.
К осени 1943 года старший лейтенант был парторгом батальона 465-го стрелкового полка 167-й стрелковой дивизии 38-й армии 1-го Украинского фронта. Отличился во время битвы за Днепр. В числе первых в составе своего батальона переправился через Днепр в районе села Лютеж Вышгородского района Киевской области. 6 ноября 1943 года отличился во время боёв за освобождение Киева. 20 ноября 1943 года погиб в бою. Похоронен в селе Марьяновка Васильковского района Киевской области.
Указом Президиума Верховного Совета СССР «О присвоении звания Героя Советского Союза генералам, офицерскому, сержантскому и рядовому составу Красной Армии» от 10 января 1944 года за «образцовое выполнение боевых заданий командования на фронте борьбы с немецко-фашистскими захватчиками и проявленные при этом отвагу и геройство» удостоен посмертно высокого звания Героя Советского Союза.
Был также награждён орденом Красной Звезды.

## Память
В городе Жмеринка Винницкой области Украины установлена мемориальная доска в память об Асмолове, а одна из улиц города названа в его честь.